# Акурат
„Акурат“ (на полски: Akurat) е музикална група, сформирана в град Белско-Бяла, Силезко войводство, Полша през 1994 г.
Репертуарът на групата включва ска, реге, пънк и поп музикя.

## Членове
- Tomasz Kłaptocz – вокал, тромпет
- Piotr Wróbel – китара, беквокал
- Wojciech „Yellow“ Żółty – китара, беквокал
- Ireneusz Wojnar – бас китара
- Przemysław Zwias – саксофон
- Łukasz Gocal – барабани

## Дискография

### Албуми
- Pomarańcza (2001)
- Prowincja (2003)
- Fantasmagorie (2006)

### Сингли
- „Wiej-ska“
- „Fantasmagorie“
- „Demo“
- „Szerzej“
- „Garb“